# Sceloporus melanorhinus
Sceloporus melanorhinus (пастельна деревна ігуана) — вид ігуаноподібних ящірок родини фриносомових (Phrynosomatidae). Мешкає в Мексиці і Гватемалі.

## Підвиди
Виділяють три підвиди:
- Sceloporus melanorhinus calligaster Smith, 1942;
- Sceloporus megalepidurus megalepidurus Bocourt, 1876;
- Sceloporus melanorhinus stuarti Smith, 1948.

## Поширення і екологія
Пастельні деревні ігуани мешкають на заході Мексики (від Наярита на схід до Мічоакана і Морелоса та на південь до Чіапаса), а також на заході Гватемали. Вони живуть в сухих широколистяних тропічних лісах та в соснових лісах. Зустрічаються на висоті до 2000 м над рівнем моря.